# 津市議会
津市議会（つしぎかい）は、三重県の県庁所在地である津市の議会である。

## 概要
2022年1月23日の34議席を巡る改選で、立候補内訳は現職23人、新人10人、元職1人、政党別には無所属20人、自民4人、公明4人、立民3人、共産1人、維新1人、幸福1人。市議選には43人（現職25人、新人16人、元職2人）が立候補した。改選を機に60～70代の議員9人が引退し、当選者は現職23人、新顔11人であった。自民、公明、立民が全員当選となった一方、3人出馬の共産は1人のみ当選で3議席減らした。日本維新の会、幸福実現党から各1人当選し、初議席を得た。投票率は前回選より3・19ポイント低い43・23％で、平成18年（2006年）の合併以降、市議選では過去最低となった。当日有権者数は男10万7673人、女11万7131人の22万4804人であった。
詳細　
| 会派名               | 議員数 | 所属党派                | 女性議員数 | 女性議員の比率（%） |
| -------------------- | ------ | ----------------------- | ---------- | ------------------- |
| 津みらい             | 8      | 立憲民主党2人 無所属6人 | 1          | 12.5                |
| 津市創成             | 6      | 自由民主党2人 無所属4人 | 1          | 16.66               |
| 津和会               | 5      |                         | 1          | 20                  |
| 公明党議員団         | 4      | 公明党                  | 2          | 50                  |
| 日本共産党津市議団   | 1      | 日本共産党              | 1          | 100                 |
| 一期一会             | 1      | 立憲民主党              | 0          | 0                   |
| 至誠会               | 1      | 自由民主党              | 0          | 0                   |
| 津市民の会           | 1      |                         | 0          | 0                   |
| 一津会               | 1      |                         | 0          | 0                   |
| 津教育未来           | 1      |                         | 0          | 0                   |
| 津市の未来を考える会 | 1      | 日本維新の会            | 1          | 100                 |
| 未来開拓             | 1      | 幸福実現党              | 0          | 0                   |
| 市民の声             | 1      |                         | 0          | 0                   |
| 希望の風             | 1      |                         | 0          | 0                   |
| 自由民主党市議団     | 1      | 自由民主党              | 0          | 0                   |
| 合計                 | 34     |                         | 7          | 20.59               |

## 不祥事
- 不当要求事件を起こした津市相生町の元自治会長と緊密な関係を持っていたとして、津市議会は田矢修介議員に対する辞職勧告決議案を賛成多数で可決した。田矢は辞職勧告決議を受け入れず、2022年1月23日の市議選に無所属で出馬し、当選した[2]。
- 2021年11月22日には津市議会の最大会派「市民クラブ」（6人）による1回につき43万円から60万円を支出した6回に渡るアンケートが市内に存在しないハザードマップの配布状況を尋ねる設問など不自然な点と300万円の無駄遣いだと指摘された。会派を離脱した福田慶一元市民クラブ代表（現・市民の声）らが津市議会棟で記者会見し、「市民の貴重な税金を原資とする政務活動費の執行に疑念を抱かせる事態を招き、その信頼を損ねたことを深くおわび申し上げる」と謝罪した[3][4][5]。津市市議会は2021年12月に、「調査内容や調査方法に不備がある市民アンケートを公費の政務活動費を使って数年にわたって主導的に実施していた」として、福田慶一議員に対する辞職勧告決議案を全会一致で可決した。しかし、辞職勧告決議を受け入れず、2022年1月23日の市議選に無所属で出馬し、当選した[2]。
- 津市議会公明党議員団の青山昇武市議会議長は、2023年7月、女性市議に抱きついたり無理矢理キスをするなどのわいせつな行為をした疑いで書類送検された[6][7]。2025年3月24日には議長の辞職願いを提出し、全会一致で認められた[6][7]。